# Sogéa Football Club
Maillots
Le Sogéa Football Club est un club de football gabonais, basé à Libreville. 
Il est présidé par Jérôme Claude Asseko.
Le club évolue en Championnat National D1 du Gabon.

## Palmarès
- Coupe du Gabon
  - Finaliste : 2009.